# Donnie Boyce
Donald Nathaniel "Donnie" Boyce (Chicago, Illinois, 2 de septiembre de 1973) es un entrenador y exjugador de baloncesto estadounidense. Actuó dos temporadas en los Atlanta Hawks de la NBA, además de hacerlo en las ligas menores estadounidenses, en la liga francesa y la liga argentina. Con 1,96 metros de estatura, jugaba en la posición de escolta.

## Trayectoria como jugador

### Universidad
Jugó durante cuatro temporadas con los Buffaloes de la Universidad de Colorado, en las que promedió 18,6 puntos, 6,0 rebotes y 3,8 asistencias por partido. En sus dos últimas temporadas fue incluido en el mejor quinteto de la Big Eight Conference.

### Profesional
Fue elegido en la cuadragésimo segunda posición del Draft de la NBA de 1995 por Atlanta Hawks, donde jugó únicamente 30 partidos a lo largo de dos temporadas, promediando 2,6 puntos.
De ahí pasó a los Yakima Sun Kings de la CBA, y posteriormente al CSP Limoges francés y al Pico Football Club argentino, regresando a la CBA, donde puso un alto a su carrera profesional.
En 2000 se unió a los Harlem Globetrotters junto a otras figuras como Kareem Reid, Oliver Miller, Chris Morris y Keith Closs, con los que recorrió varias ciudades estadounidenses desafiando a equipos locales en lugar de enfrentar a los Washington Generals o equipos similares. Formó parte de la organización hasta 2002.
Posteriormente regresó a la CBA y compitió también en la USBL.

## Estadísticas de su carrera en la NBA

### Temporada regular
| Temporada | Edad | Equipo        | Liga | P  | TIT | MIN | TC  | TCA | %TC  | 3P  | 3PA | %3P  | TL  | TLA | %TL  | R.OF. | R.DEF. | REB | ASIS | ROB | TAP | PER | FP  | PTS |
| 1995-96   | 22   | Atlanta Hawks | NBA  | 8  | 0   | 5.1 | 1.1 | 2.9 | .391 | 0.5 | 1.0 | .500 | 0.3 | 0.5 | .500 | 0.6   | 0.6    | 1.3 | 0.4  | 0.4 | 0.1 | 0.8 | 0.3 | 3.0 |
| 1996-97   | 23   | Atlanta Hawks | NBA  | 22 | 2   | 7.0 | 1.0 | 2.9 | .333 | 0.1 | 0.7 | .125 | 0.5 | 1.0 | .500 | 0.3   | 0.4    | 0.7 | 0.6  | 0.5 | 0.2 | 0.7 | 0.8 | 2.5 |
| Total     |      |               | NBA  | 30 | 2   | 6.5 | 1.0 | 2.9 | .349 | 0.2 | 0.8 | .250 | 0.4 | 0.9 | .500 | 0.4   | 0.4    | 0.8 | 0.5  | 0.4 | 0.2 | 0.7 | 0.6 | 2.6 |

### Playoffs
| Temporada | Edad | Equipo        | Liga | P | TIT | MIN | TC  | TCA | %TC  | 3P  | 3PA | %3P  | TL  | TLA | %TL | R.OF. | R.DEF. | REB | ASIS | ROB | TAP | PER | FP  | PTS |
| 1995-96   | 22   | Atlanta Hawks | NBA  | 1 | 0   | 2.0 | 0.0 | 2.0 | .000 | 0.0 | 2.0 | .000 | 0.0 | 0.0 |     | 0.0   | 0.0    | 0.0 | 0.0  | 0.0 | 0.0 | 0.0 | 0.0 | 0.0 |
| Total     |      |               | NBA  | 1 | 0   | 2.0 | 0.0 | 2.0 | .000 | 0.0 | 2.0 | .000 | 0.0 | 0.0 |     | 0.0   | 0.0    | 0.0 | 0.0  | 0.0 | 0.0 | 0.0 | 0.0 | 0.0 |

## Trayectoria como entrenador
Boyce se desempeñó como asistente del entrenador Nick Van Exel de los Texas Legends en la temporada 2015-16 de la NBA Development League. También ha dirigido a equipos de escuelas secundarias en Illinois. 